# 사형
| |
| 형법 刑法 |
| 형법학 · 범죄 · 형벌 죄형법정주의 |
| 범죄론 |
| 구성요건 · 실행행위 · 부작위범 간접정범 · 미수범 · 기수범 · 중지범 불능범 · 상당인과관계 고의 · 고의범 · 착오 과실 · 과실범 공범 · 정범 · 공동정범 공모공동정범 · 교사범 · 방조범 |
| 항변 |
| 위법성조각사유 · 위법성 · 책임 · 책임주의 책임능력 · 심신상실 · 심신미약 · 정당행위 · 정당방위 · 긴급피난 · 오상방위 · 과잉방위 · 강요된 행위                                     |
| 죄수 |
| 상상적 경합 · 연속범 · 병합죄 |
| 형벌론 |
| 사형 · 징역 · 금고 벌금 · 구류 · 과료 · 몰수 법정형 · 처단형 · 선고형 자수 · 작량감경 · 집행유예                                                                                  |
| 대인범죄 |
| 보통살인죄 · 존속살해죄 · 자살교사·방조죄 |
| 촉탁승낙살인죄 · 영아살해죄 · 낙태죄 |
| 상관살해죄 |
| 폭행죄 · 상해치사죄 · 절도죄 |
| 성범죄 · 성매매알선 · 강간죄 |
| 유괴 · 과실치사상죄 · |
| 대물범죄 |
| 손괴죄 · 방화죄 |
| 절도죄 · 강도죄 · 사기죄 |
| 사법절차 방해죄 |
| 공무집행방해죄 · 뇌물죄 |
| 위증죄 · 배임죄 |
| 미완의 범죄 |
| 시도 · 모의 · 공모 |
| 형법적 항변 |
| 자동증, 음주 & 착오 |
| 정신 이상 · 한정책임능력 |
| 강박 · 필요 |
| 도발 · 정당방위 |
| 다른 7법 영역 |
| 헌법 · 민법 · 형법 |
| 민사소송법 · 형사소송법 · 행정법 |
| 포털: 법 · 법철학 · 형사정책 |
| v • d • e • h |

사형(死刑, 영어: capital punishment, death penalty)은 수형자의 목숨을 끊음으로써 사회에서 영구히 제거하는 형벌로, 살인이나 전쟁범죄와 같은 흉악 범죄를 저지르는 등 죄질이 무거운 자에게 내리는 형법상 가장 무거운 형벌이다. 극형(極刑) 또는 생명형(生命刑)이라고도 한다.
대한민국에서는 교수형으로 집행하나, 1998년 김대중 정부 출범 이후에, 단 한 차례도 사형이 집행되지 않은 동아시아 국가 중에 실질적 사형 폐지국이다.

## 역사

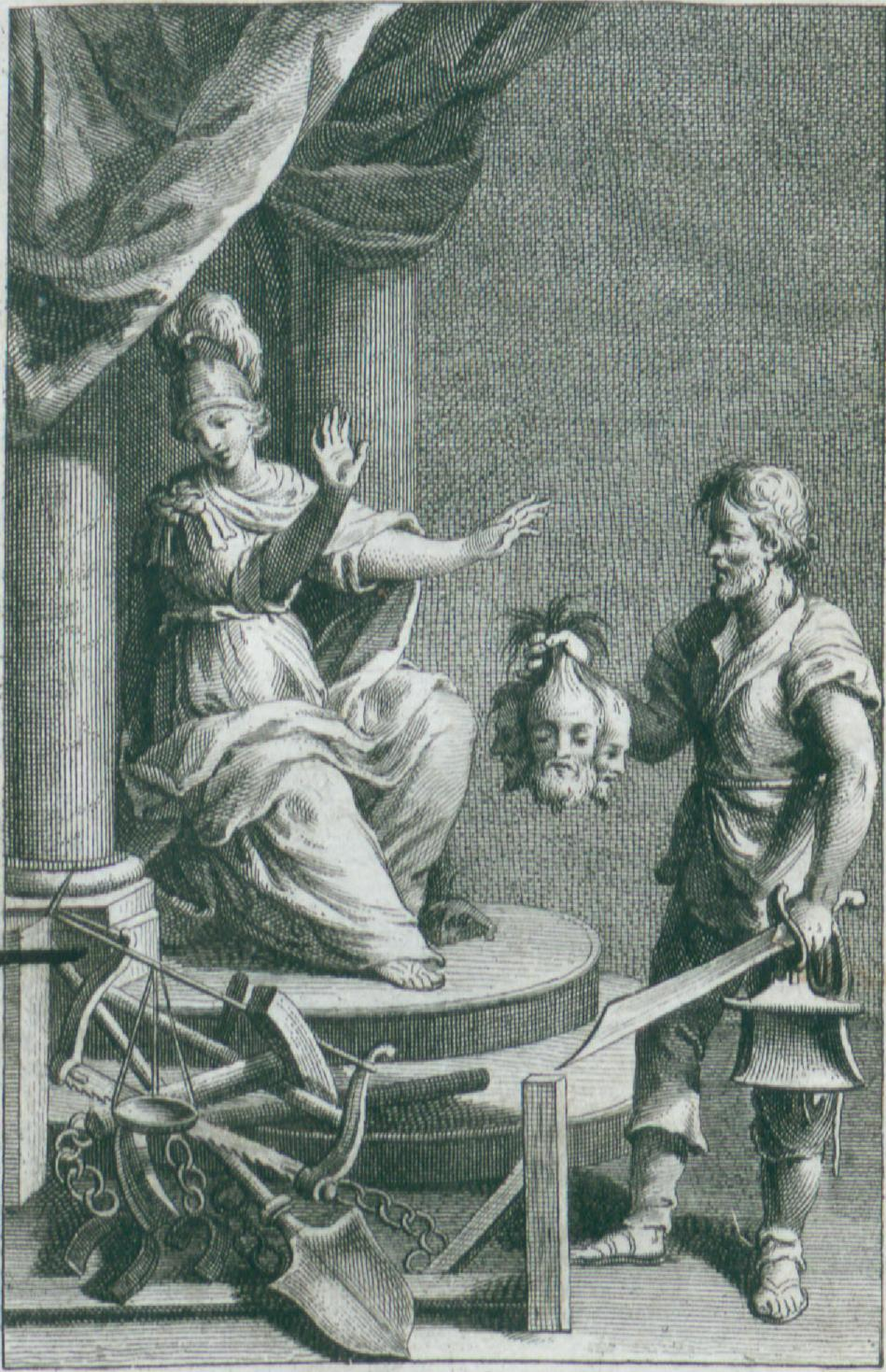
Cesare Beccaria, Dei delitti e delle pene (1766년작)

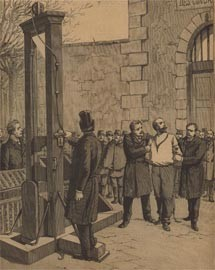
1894년 프랑스에서 사형 집행당한 무정부주의자 오귀스트 베일랑트 길로티네

사형의 기원을 찾자면 인류의 역사 초기로까지 거슬러 올라간다. 가장 오래된 실정법인 기원전 18세기의 함무라비 법전은 '눈에는 눈, 이에는 이'라는 동해보복(同害報復) 사상에 입각한 형벌을 제시하였다. 사형은 역사상 가장 오래된 형벌이다. 일례로, 구약성서에서 알 수 있는 당시 율법(토라)은 대부분 사형으로 범죄를 응징하고 있다. 한편, 고조선의 8조금법에도 "사람을 살해한 자는 죽음으로 갚는다."는 조항이 있는 것으로 보아 사형이 집행됐음을 알 수 있다.
영국에서는 1500년부터 1550년까지 7만 명 이상이 사형으로 목숨을 잃었다. 화형이나 시체 훼손 등 현재보다 잔인한 형벌을 실시하였다. 18세기 서구 계몽주의 사상이 '인간 존엄성'을 강조하면서 사형은 점차 줄어들기 시작했다. 근대 형법학의 아버지라고 불리는 체사레 베카리아는 저서 《범죄와 형벌》에서 최초로 사형제 폐지를 주장했고, 그 후 서구 사회에서 치열한 논쟁을 거치게 된다. 베카리아는 “인간은 오류 없는 존재일 수 없으므로 사형을 내릴 만큼 충분한 확실성이 결코 보장될 수 없다. 사형은 국민에 대한 국가의 전쟁이요, 법을 빙자한 살인이다.”라고 주장했고, 이러한 견해가 서구에서 점차 확산되었다.
1961년 국제사면위원회(국제엠네스티)가 출범하였고, 1977년 12월 사형에 무조건 반대한다는 ‘스톡홀름 선언’을 발표하면서 처음으로 16개국이 이 안에 서명하게 된다. 2014년을 기준으로 전 세계 162개 국가가 사형제를 법률상 폐지하거나 10년 이상 사형을 집행하지 않아 실질적으로 폐지하였다.

## 논란
사형제도를 유지해야 하는지, 폐지해야 하는지에 대해서는 여러 가지 부분에서 논란이 있다.

### 범죄 예방 효과
사형제 유지론을 주장하는 사람들은 사형제가 범죄 예방에 효과가 있다고 주장한다. 하지만 사형제 폐지론자들은 미국 학자 셰링이 사형 집행과 범죄 발생의 함수관계에 대해 연구한 결과 통계적으로 아무런 관계가 없었으며 사형에 해당하는 범죄를 저지르는 사람들은 대다수가 인격적 정신적 결함이 있거나 정신적으로 자제가 불가능한 격정 범죄자들이므로 범행 순간에는 사형 제도가 있다는 사실을 잊는다며 사형은 억제적 요소가 없다고 주장한다.

### 오판 문제
사형제 폐지론자들은 법원이 잘못된 판결을 내릴 경우 사형당한 사람을 부활시킬 수 없다는 치명적인 문제가 있다고 주장한다. 특히 독재 국가에서 정권에 의한 정치적 살인까지도 있을 수 있다고 우려한다. 하지만 사형제 유지론자들은 문명화된 선진국들의 경우 과거보다 월등히 발달된 범죄 수사 기법들과 정착된 민주주의, 그리고 사형 선고는 법원이 더욱 신중을 가하여 판결을 내리는 점 때문에 그런 오판 가능성은 거의 없으며, 기존의 자유형에서도 오판을 돌이킬 수 없다는 점은 같다고 주장한다. 사형제 유지론자들은 또한 절차적/제도적 장치를 통해서 오판가능성을 줄여나가거나 제거할 수 있다고 반박한다고 할 수 있다. 게다가 영화 7번방의 선물에서도 그에 대한 문제가 나왔다.
1950년 7월 24일 안동 농업창고에 보관 중인 백미 1가마를 훔쳐 인민군에게 제공하고 양민 1명을 살해하여 1951년 1월 12일 대구지방법원 안동지원에서 국가보안법위반 및 비상사태하의 범죄처벌에 관한 특별조치령 위반으로 사형 언도를 받고 형이 확정되어 교수형 집행을 대기중이던 이만규(32) 피고인의 판결문에 "사형에 처한다"고 돼 있으나 그 적용법조에 무기징역에 해당하는 국가보안법 제3조와 비상사태하의 범죄처벌에 관한 특별조치령 제3조 1호, 제4조 3호, 제4조 5호, 형법 제55조, 형법 제45조, 제46조로 돼 있는 것을 대구고등검찰청에 의해 뒤늦게 발견되어 검찰총장에 의해 대법원에 비상상고를 하였다. 1960년 2월 17일 대법원 형사부(재판장 오필선)는 "형법 제55조를 적용한 것은 위법하다"며 "비상상고는 이유있다"고 인정하였다.

### 위헌 문제
일부 법학자들은 대한민국 헌법은 제10조 등에서 생명권을 보장하고 있으며 제37조2항에서 기본권을 제한하는 경우에도 본질적 내용을 침해하지 못한다고 규정하고 있는 점을 들어 사형제도는 생명권에 대한 본질적 내용을 침해하는 것이므로 위헌이라고 주장한다. 하지만 대한민국 헌법재판소는 헌법 제110조 제4항에 비상계엄시 사형을 명시한 것을 근거로 사형제를 합헌으로 판결한 적이 있다.

## 사형제의 폐지와 금지
세계적으로 사형제를 폐지하고 종신형 또는 장기의 징역형(예. 스페인은 최장 40년)으로 대체하는 국가가 늘어나고 있는 추세이다. 이러한 사형제의 폐지는 제2차 세계대전 또는 민주화 이후 공권력에 대한 경계와 인권 의식의 강화 등의 영향으로 확산되고 있다. 유럽연합은 사형제의 폐지가 가입의 필수 조건이며, 그 밖에 가톨릭권 국가들과 영연방에 속하는 국가들이 다수를 차지하고 있다.
대한민국은 1997년 12월 30일을 마지막으로 더는 사형을 집행하지 않고 있는데, 국제사면위원회에 따르면 10년 이상 사형을 집행하지 않은 나라는 대한민국을 동아시아 국가 중에 '실질적 사형 폐지 국가'로 여겨진다.

### 미성년자에 대한 사형 금지
국제연합(UN)의 아동의 권리에 관한 협약(1990년 9월 2일 발표)에 따르면, 사형 존치국이라도 만 19세 미만의 사람이 범한 죄에 대해서는 사형에 처할 수 없다. 이 조약은 미국을 제외한 전 세계의 모든 UN 가입국이 비준하였다.
아동권리협약을 비준하지 않은 미국도 2005년에 연방대법원에서 만 19세 미만에 대한 사형은 위헌이라고 판결하였으며, UN에 가입할 지위가 없는 중화민국도 형법에 이를 규정하고 있기 때문에 조선민주주의인민공화국을 제외하고 전 세계 모든 나라에서 만 19세 미만에 대한 사형은 금지되어 있다.
중화인민공화국도 만 18세 미만의 사형은 금지되어 있으며, 미성년자는 중화인민공화국 형법에 따라서 징역 20년을 초과하지 못한다.
냉전 체제 때문에 1991년 9월이 되어서야 조선민주주의인민공화국과 동시에 UN에 가입한 대한민국에서는 소년법에서 만 16세 미만의 사형을 금지하다가 아동권리협약이 발효되기 1년 전인 1989년 7월 1일부터 이미 만 19세 미만의 사형을 금지하였다.

제37조
당사국은 다음의 사항을 보장하여야 한다.
가. 어떠한 아동도 고문 또는 기타 잔혹하거나 비인간적이거나 굴욕적인 대우나 처벌을 받지 아니한다. 사형 또는 석방의 가능성이 없는 종신형은 19세 미만의 사람이 범한 죄에 대하여 과하여져서는 아니된다.
— 아동의 권리에 관한 협약

조선민주주의인민공화국에서는 위 사항을 비준하지 않았고, 미성년자라도 예외 없는 사형이 실시된다.

## 각 나라의 사형제 현황

나라별 사형제 현황
사형제 실시
사형을 유지하고 있으나 10년 이상 비집행
전시 등 특수 상황 제외 사형 폐지
사형 완전 폐지

국제앰네스티의 2014년 조사결과에 따르면 162개 국가에서는 사형 제도가 없거나 10년 동안 집행한 바 없으며, 36개 국가에서는 사형을 계속 집행하고 있다.
벨라루스를 제외한 모든 유럽 국가에는 사형제가 존재하지 않으며, 구미권에서는 미국 일부 주에서만 집행이 이루어지고 있어 논쟁이 계속되고 있다. 독일은 1949년에, 프랑스는 1981년에 사형제를 폐지했다. 루마니아의 경우 니콜라에 차우셰스쿠 부부에 대한 사형집행을 끝으로 1990년 1월 1일 사형 제도를 폐지하였다.
현대에 대부분의 사형은 중동을 비롯한 아시아와 아프리카 일부 국가에서 이루어지고 있다. 중국은 본토에서는 사형제를 운용하고 있지만, 특별행정구인 홍콩과 마카오는 반환 후에도 사형 제도를 받아들이지 않았다. 마카오는 종신형도 없으며, 법정 최고형이 징역 30년이다.v
국제 학술 논문에 따르면 두가지의 이유에 따른다.
범죄자의 생명권을 침해한다. 물론 사형제도를 시행하는 것은 범죄자의 생명을 앗아가는 행위이긴 하다. 하지만, 범죄자들은 먼저 희생자들에게 다른 사람의 인권과 존엄성을 해쳤다.
사형과 비교하면 정도는 훨씬 더 심각하고 잔인할 것이다. 이런 흉악범들에게 생명권의 존중을 논할 수 있을지 의문이다. 범죄자들의 인권만 소중하고 피해자와 유가족의 인권은 생각하지 않는 현실이 오히려 안타까울 뿐이다.

### 아시아

#### 대한민국
대한민국에는 법적으로 사형 제도가 있으며, 집행 방법으로는 일반 형법은 교수형을, 군형법은 총살형을 채택하고 있다. 범죄자의 범행 당시 나이가 만 18세 미만이면 사형이 선고되지 않고 소년법과 특정강력범죄의 처벌에 관한 특례법의 특칙에 따라 최대 징역 20년이 선고된다. 사형은 공휴일과 토요일을 제외한 나머지 날에만 집행된다.
2009년 국정 감사에서 10월 11일에 법무부 자료에 따르면 정부는 1949년 7월 14일 살인죄에 대한 사형 이후, 1997년 12월 30일까지 모두 919명에게 사형을 집행했다. 다만 1997년 12월 30일에 23명에게 사형이 집행된 이래 더 이상 사형 집행이 이루어지지 않고 있으며, 군에 의한 총살형은 1985년 9월 20일에 마지막 집행이 있었다. 2016년 2월 기준으로는 민간인 57명, 군 교도소 내 사형확정자 4명을 포함하여 대한민국의 사형수는 총 61명이다. 1976∼2016년 이뤄진 연평균 사형 선고(전체 624건)는 1980년대 22건, 1990년대 23.9건, 2000년대 7.3건, 2010년대에는 1.6건이다 노태우 정부 연평균 25.8건으로 가장 많은 사형 선고가 있은 이후 노무현 정부에서 5건 박근혜 정부에서는 0.8건을 기록했다. 국가보안법 위반자에 대한 사형 선고는 1980년 이후 18건이지만 1991년을 마지막으로 그 이후의 사형 선고는 모두 살인, 강도 등 강력범이다.
1998년 김대중 정부 출범 이후에, 단 한 차례도 사형 집행이 이루어지지 않아 동아시아 국가 중에 대한민국의 경우 국제엠네스티의 규정에 의한 "실질적 사형 폐지국"이 되었다. 천주교와 대한 성공회 등 몇몇 기독교계 단체들과 국제엠네스티 한국지도부에서도 사형 제도를 공식적으로 폐지할 것을 요청하고 있다.

#### 중화인민공화국
중국은 현재도 사형제도가 집행되고 있는 국가 중 하나이며, 세계적으로 가장 많은 집행이 이루어지고 있다. 총 46가지의 사형이 있으며, 사법 관행에 가장 흔히 사용되는 사형 범죄로는 의도적인 살인, 강도, 강간, 의도적인 폭력 및 밀수, 인신 매매, 마약 범죄가 있다.
중국형법 제 48조에 의해 사형제도는 악질적 범죄를 저지른 범죄자에 한한다. 이는 범죄행위가 국가와 인민의 이익에 특별히 심각한 위해를 가하고 정황이 특별히 좋지 않은 경우, 사회에 발생시킨 손실이 특별히 큰 경우와 범죄인 개인의 주관적인 악성이 크고 범죄인 개인 인신의 위험성이 3자의 일반적 관점에서 큰 경우 등을 의미한다. 중국형법 제 44조에 의해 18세 미만 미성년자, 75세 이상의 노인, 심판시 임산부는 사형에 처하지 않는다.
중화인민공화국 형사소송법에 의한 절차는 다음과 같다.
- 형법 제 235조에 따라 사형은 최고 인민 법원의 승인을 얻어야한다.
- 형법 제 236조에 따라 중등 인민 법원이 사형을 선고한 경우, 피고인이 항소하지 않는 경우, 고등 인민 법원의 검토를 거쳐 최고 인민 법원에 제출하여 승인을 받아야한다.고등 인민 법원이 사형에 합의하지 않는 경우, 재심을 청구할 수 있다. 고등 인민 법원이 사형을 선고 한 첫 번째 경우에 이의를 제기하지 않은 피고인이 사형을 선고받은 경우 최고 인민 법원에보고하여 승인을 받아야한다.
- 형법 제 239조에 따라 최고 인민 법원은 사형을 재검토 할 때 사형을 승인하거나 찬성하지 않는 판결을 내린다. 최고 인민 법원은 사형을 승인하지 않은 사람들을 위해 재심을 보내거나 판결을 변경할 수 있다.

사형 집행은 군인에 대해서는 총살로, 민간인에 대해서는 약물 주사로 집행된다.
국제앰네스티 등 국제단체들에 따르면 1년에 수천 명에 대한 사형이 집행되어 전세계의 대부분의 사형이 중국에서 이루어지고 있는 것으로 추정된다.

#### 인도네시아
인도네시아 법은 살인, 폭동, 가중처벌이 가능한 절도, 테러, 마약거래 등 다양한 범죄에 대한 유죄선고 가운데 사형을 허락하며, 일반적인 범죄에 대해서는 교수형으로 사형을 시행하나 사형에 해당하는 범죄자가 현역 인도네시아군 소속 군인인 경우나 마약사범인 경우에는 총살형 집행대에서 선고가 이행된다, 법무부 자료에 따르면 현재 인도네시아에는 사형수 136명이 있으며 그 가운데 64명이 마약사범인 것으로 알려졌다.
조코 위도도 대통령은 지난번 마약사범 5명에게 사형집행을 강행했으며 이들에 대해 강경한 정책을 바꾸지 않을 것임을 밝혀서 인도네시아 자카르타대교구장 이냐시오 수하료 대주교가 조코 위도 대통령의 ‘마약사범 처벌에 관한 정책’을 비판했다. 수하료 대주교는 “아무도 다른 사람의 생명을 앗아갈 수는 없다”며 “교회의 가르침은 사형을 허락하지 않는다”고 강조했고, “사형은 정의를 반영하지 않은 형벌”이며 “도덕적으로 틀렸을 뿐 아니라 범죄를 제지하는 효과도 없다”고 전했다.
또 인권계통에 종사하는 많은 사람들은 조코 위도도 대통령이 사형에 대한 인도네시아의 태도를 바꿀 ‘개혁가’로서의 이미지를 희망해왔다. 하지만 지난해 12월 초 요그야카르타 가자마다대학교에서 그가 연설한 바에 따르면, 그는 망약대범해 관대한 처분을 내리는 것을 거부했다. 대통령은 “매일 마약사범 40~50명이 죽는다”며 “정부에게는 0%의 관용도 허가하지 않는 강력한 결단이 필요하다”고 말했다. 인도네시아의 가장 큰 이슬람단체인 나둘라툴울라마 또한 대통령에게 마약거래상인과 생산자, 소비자에게도 사형을 구형하는 것을 지지한다는 뜻을 밝혔다. “사형은 정의를 반영하지 않은 형벌”이며 "도덕적으로 틀렸을 뿐 아니라 범죄를 제지하는 효과도 없다”고 했다.

### 유럽
한편, 유럽 연합은 유럽 연합 기본권 헌장 제2조에 의해 사형 제도를 원칙적으로 금지하고 있다. 특히 타국에서 사형 판결을 받았거나 혹은 사형 판결이 예상되는 범죄자가 유럽 연합으로 도주한 경우, 대한민국을 제외하고는 절대로 타국으로 인도하지 않고 해당 국가 측에 수사 기록을 넘겨줄 것을 요구해 이를 토대로 직접 재판을 열고 도주국의 형법에 준한 법정형을 선고한다. 터키가 유럽 연합 가입을 위해 1984년 이후 집행하지 않은 사형 제도를 2004년에 법률상 완전히 폐지한 것도 이 때문이다. 유럽 연합은 전 세계적으로 사형제도를 폐지해야 한다는 입장을 강하게 보이고 있는데, 한 예로 베트남이 2011년 법을 개정하면서 총살형을 약물주사형으로 대체하였으나 시행 초기 유럽 연합의 제재로 사형 집행에 필요한 독극물을 수입하지 못해 어려움을 겪은 바 있다. 또한, 유럽 의회는 2010년 대한민국 헌법재판소에서의 사형 합헌 결정을 매우 탐탁치 않게 여겨 이를 비판하는 입장을 보였다. 유럽에서 사형을 집행하는 국가는 구 소련 가맹국이었으며 최후의 독재국가인 벨라루스 뿐이다.

### 아메리카

#### 미국
미국연방대법원은 1972년 Furman V. Georgla 사건에서 사형을 선고하는 것에 대하여 3:4로 위헌판결을 선고하였다. 1976년 Gregg V. Georgla 사건에서는 7:2로 사형은 "잔혹하고 이상한 형벌이 아니며, 따라서 사형제 자체는 합헌"이라고 하여 견해를 변경하였다. 그런데 이 사건에서 연방대법원은 특정한 경우에 사형이 위헌이 될 수 있다고 하였다. 그리하여 그 후 연방대법원은 강간죄를 사형으로 처벌하는 것이나(Locker V. Georgla), 미성년자(만 18세 미만) 소년에 대한 사형선고는 위헌이라고(Thompson V. Oklahoma) 판결하였다.
미국은 29개 주는 사형을 존치하고 워싱턴 D.C.와 21개 주(알래스카주, 하와이주, 아이오와주, 메인주, 매사추세츠주, 로드아일랜드주, 웨스트버지니아주, 위스콘신주, 버몬트주, 미네소타주, 미시간주 등)는 폐지했으며 폐지한 주에서 최고형은 종신형이다. 현재까지 미국에서 가장 사형 집행을 많이 한 주는 텍사스 주이다.

## 사형의 집행 방법

### 민간인
민간인에 대한 사형은 주로 교수형으로 집행하는 것이 일반적이며, 독살형, 총살형으로 집행하는 국가도 있다. 그 밖의 사형 집행 방법은 극히 드문 사례에 속한다. 과거에는 장살형이나 능지처참도 존재했지만 너무 잔인하다는 이유로 현재 실시하는 국가는 없다.
- 교수형: 대한민국, 일본, 미국(일부 주), 싱가포르, 요르단, 이란, 이라크, 인도네시아, 이집트, 파키스탄, 카타르 등
- 독살형: 미국(사형존치주 대부분), 중화인민공화국, 베트남
- 총살형: 벨라루스, 미국(유타주), 소말리아, 인도네시아(마약사범), 조선민주주의인민공화국, 중화민국, 쿠바, 나이지리아(보코 하람이나 알카에다 등 악질 테러리스트 집단에 한해서만 제한적인 사형 집행)
- 음독형(스스로 독극물을 복용하는 방법): 태국
- 전기 사형: 미국(일부 주)
- 참수형: 사우디아라비아
- 투석형: 아프가니스탄, 이란 등

### 군인
전 세계에서 사형을 시행하는 모든 국가에서 현역 군인(군 사형수)에 대한 사형은 대한민국 국군(군형법 제3조) 및 미국군, 이라크군, 나이지리아군, 중국 인민해방군 등 전 세계 사형을 시행하는 모든 국가에서 공통적으로 군인의 전통적인 사형 집행 방법인 총살형의 방식으로 집행한다.
단 예외적으로 베트남군.미군한정으로만 약물 주사형과 총살형 중에서 베트남 현역 군인 사형수의 선택에 따라 사형 집행 방법이 총살형과 약물 주사형 중에서 결정된다.

## 대중문화
다음은 사형제에 관해 다룬 영화들이다.
- 데이비드 게일 (2003)
- 우리들의 행복한 시간 (2006)
- 데드 맨 워킹 (1995)
- 그린 마일 (1999년)
- 집행자 (2009)
- 논픽션 다이어리 (2013)
- 7번방의 선물 (2013)

## 같이 보기
- 사형 집행인
- 나라별 사형제 현황
  - 대한민국의 사형제
  - 레바논의 사형제
  - 조선민주주의인민공화국의 사형제
  - 일본의 사형제
  - 몽골의 사형제
  - 미국의 사형제
  - 싱가포르의 사형제
  - 중화민국의 사형제
  - 중화인민공화국의 사형제
  - 핀란드의 사형제